# 县河镇 (竹溪县)
县河镇，是中华人民共和国湖北省十堰市竹溪县下辖的一个乡镇级行政单位。

## 行政区划
县河镇下辖以下地区：
小田坝村、丰香坝村、柏树村、中心寨村、龙堰河村、募元村、六合村、水田坝村、黄沙河村、富溪村、花石沟村、大路沟村、仁家沟村、明家祠村、惠家沟村、塘溪沟村、明家湾村、安家沟村、青山村、先裕村、红丰村和示范村。